# Бичурская впадина
Бичу́рская впа́дина (Хилок-Чикойская впадина) — впадина в Забайкалье, лежащая на территории Бурятии и Забайкальского края России.
Впадина ограничена с севера Заганским хребтом, с юга — Бичурской Гривой (участок Малханского хребта). Бо́льшая часть расположена на территории Бичурского района Бурятии; меньшая, под названием Малетинская, — в Забайкальском крае.
Общая протяжённость впадины составляет около 150 км, максимальная ширина достигает 20 км. Урез воды реки Хилок колеблется от 660 до 650 м. Заложение впадины произошло в мезозое, дальнейшее формирование шло в неоген-четвертичное. Преобладающие типы ландшафта — луговые равнины, лесостепи и сосновые боры, которые вверх по склонам переходят в горную тайгу.

## Топографические карты
- Лист карты M-48-XII. Масштаб: 1 : 200 000. Указать дату выпуска/состояния местности.
- Лист карты M-48-XVII. Масштаб: 1 : 200 000. Указать дату выпуска/состояния местности.
- Лист карты M-48-XVIII. Масштаб: 1 : 200 000. Указать дату выпуска/состояния местности.
- Лист карты M-49-VII. Масштаб: 1 : 200 000. Указать дату выпуска/состояния местности.